# 嘱託社員

日本における役員を除く雇用者（年齢別）。
青は正規雇用、橙はパートタイム、緑はアルバイト、赤は派遣労働者、紫は契約社員、茶は嘱託社員、ピンクはその他。

嘱託社員（しょくたくしゃいん）は、正社員とは異なる契約によって勤務する非正規雇用（正規雇用とする企業もある）の一種（雇用形態）。

## 概要
法的に明確な定義はなく、その用法は会社ごとに異なるが、日本においては一般的に、正社員が定年後も引き続いて会社に所属する人のことを指す場合が多い。期間を特におかないで（場合によっては定年の翌日から）継続勤務し、定年時と同じ職場・職種である場合は引き続いて勤務をしているものとして扱われる。
- 年次有給休暇の余り分も正社員時代と同様に繰り越される。嘱託社員となっても正社員時代と同様の労働日数であれば、嘱託社員としての付与日数も正社員時代と同様になる。
- 賃金に関しては、必ずしも定年前と同じ水準を保つ義務は企業にはなく、実際には各企業の就業規則の定めによる。賃金が定年前と比べて一定率以下に下がった場合、雇用保険から給付を受けることができる。
- 社会保険については継続雇用であれば被保険者資格も継続するのが原則である。ただし、健康保険、厚生年金保険については雇用関係をいったん中断したものとみなして取扱っても差し支えないとされている（嘱託雇用を行う際に新たに資格の再取得の手続きを行う。なおこの場合の保険料は嘱託雇用開始時の賃金を基準として適用される）。
- 退職金は原則として定年時に支払われる。嘱託社員としての勤務を終了する際に退職金が支払われるかどうかは各企業の就業規則による。
- また雇用する会社は健康上等の理由で継続して勤務が困難となった場合、契約の打ち切りをすることも可能である。